# Brome—Missisquoi (circonscription fédérale)
Pour les articles homonymes, voir Brome (homonymie) et Missisquoi.
Circonscription électorale fédérale du Canada
Brome—Mississquoi (auparavant Missisquoi) est une circonscription électorale fédérale canadienne située au Québec.
La circonscription du sud de la province, qui longe la frontière américaine entre Montréal et Sherbrooke, chevauche les régions québécoises de Montérégie et d'Estrie. Elle comprend la municipalité régionale de comté (MRC) de Brome-Missisquoi et des parties des MRC du Haut-Richelieu et de Memphrémagog. Elle comprend notamment les villes de Cowansville, Magog, Farnham et Lac-Brome ainsi que les municipalités de Brigham et Bedford.
Les circonscriptions limitrophes sont Saint-Jean, Shefford, Richmond—Arthabaska et Compton—Stanstead.

## Historique
La circonscription de Brome—Missisquoi a été créée en 1924 avec des parties de Brome, d'Iberville, de Missisquoi et de Saint-Jean. Abolie en 1966, elle fut redistribuée parmi Missisquoi et Saint-Jean.
En 1970, la circonscription de Missisquoi devint Brome—Missisquoi. Cette dernière fut abolie en 1976 pour devenir une partie de la nouvelle circonscription de Missisquoi. Missisquoi redevint Brome—Missisquoi en 1983. Lors du redécoupage électoral de 2013, les limites de la circonscription n'ont pas été modifiées.

## Députés

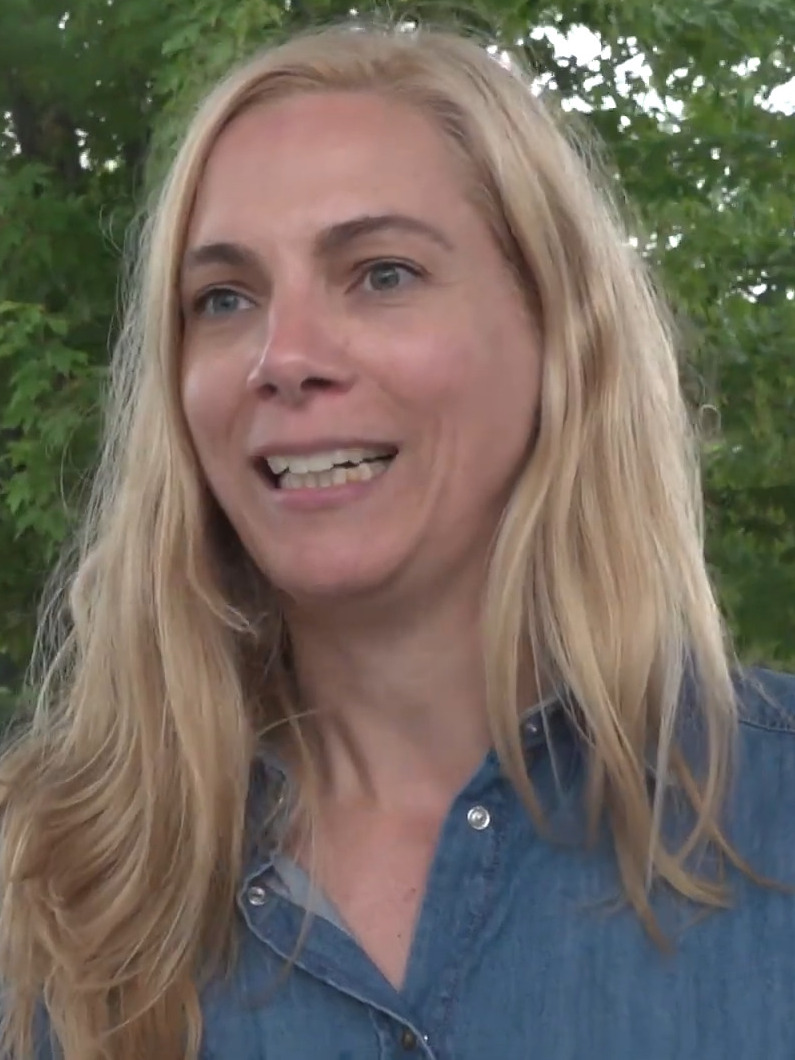
Pascale St-Onge est la députée de Brome-Missisquoi de 2021 a 2025.

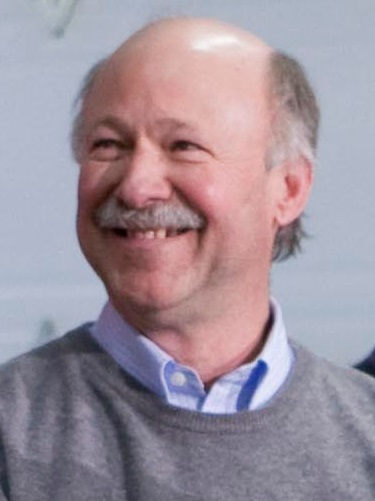
Denis Paradis est député de la circonscription entre 1995 et 2006 ainsi qu'entre 2015 et 2019.

| Législature                                                               | Années        | Député                | Parti | Parti                     |
| ------------------------------------------------------------------------- | ------------- | --------------------- | ----- | ------------------------- |
| Brome—Missisquoi issue de Brome, d'Iberville, de Missisquoi et Saint-Jean |               |                       |       |                           |
| 15e                                                                       | 1925–1926     | William Frederic Kay  |       | Libéral                   |
| 16e                                                                       | 1926–1930     | William Frederic Kay  |       | Libéral                   |
| 17e                                                                       | 1930–1935     | Follin Horace Pickel  |       | Conservateur              |
| 18e                                                                       | 1935–1940     | Louis Gosselin        |       | Libéral                   |
| 19e                                                                       | 1940–1945     | Maurice Hallé         |       | Libéral                   |
| 20e                                                                       | 1945–1949     | Maurice Hallé         |       | Libéral                   |
| 21e                                                                       | 1949–1952     | Henri Gosselin        |       | Libéral                   |
| 21e                                                                       | 1952-1953     | Joseph-Léon Deslières |       | Libéral                   |
| 22e                                                                       | 1953–1957     | Joseph-Léon Deslières |       | Libéral                   |
| 23e                                                                       | 1957–1958     | Joseph-Léon Deslières |       | Libéral                   |
| 24e                                                                       | 1958–1962     | Heward Grafftey       |       | Progressiste-conservateur |
| 25e                                                                       | 1962–1963     | Heward Grafftey       |       | Progressiste-conservateur |
| 26e                                                                       | 1963–1965     | Heward Grafftey       |       | Progressiste-conservateur |
| 27e                                                                       | 1965–1968     | Heward Grafftey       |       | Progressiste-conservateur |
| Missisquoi                                                                |               |                       |       |                           |
| 28e                                                                       | 1968–1972     | Yves Forest           |       | Libéral                   |
| Brome—Missisquoi                                                          |               |                       |       |                           |
| 29e                                                                       | 1972–1974     | Heward Grafftey       |       | Progressiste-conservateur |
| 30e                                                                       | 1974–1979     | Heward Grafftey       |       | Progressiste-conservateur |
| Missisquoi                                                                |               |                       |       |                           |
| 31e                                                                       | 1979–1980     | Heward Grafftey       |       | Progressiste-conservateur |
| 32e                                                                       | 1980–1984     | André Bachand         |       | Libéral                   |
| Brome—Missisquoi                                                          |               |                       |       |                           |
| 33e                                                                       | 1984–1988     | Gabrielle Bertrand    |       | Progressiste-conservateur |
| 34e                                                                       | 1988–1993     | Gabrielle Bertrand    |       | Progressiste-conservateur |
| 35e                                                                       | 1993–1994     | Gaston Péloquin       |       | Bloc québécois            |
| 35e                                                                       | 1995–1997     | Denis Paradis         |       | Libéral                   |
| 36e                                                                       | 1997–2000     | Denis Paradis         |       | Libéral                   |
| 37e                                                                       | 2000–2004     | Denis Paradis         |       | Libéral                   |
| 38e                                                                       | 2004–2006     | Denis Paradis         |       | Libéral                   |
| 39e                                                                       | 2006–2008     | Christian Ouellet     |       | Bloc québécois            |
| 40e                                                                       | 2008–2011     | Christian Ouellet     |       | Bloc québécois            |
| 41e                                                                       | 2011–2015     | Pierre Jacob          |       | NPD                       |
| 42e                                                                       | 2015–2019     | Denis Paradis         |       | Libéral                   |
| 43e                                                                       | 2019–2021     | Lyne Bessette         |       | Libéral                   |
| 44e                                                                       | 2021–2025     | Pascale St-Onge       |       | Libéral                   |
| 45e                                                                       | 2025–en cours | Louis Villeneuve      |       | Libéral                   |

## Résultats électoraux
| |
| - Parti libéral - Parti conservateur - NPD - Bloc québécois - Parti vert - Parti populaire - Alliance canadienne - Crédit social |

|       | Candidat         | Parti                | # de voix | % des voix |
|       | Charles Poulin   | Conservateur         | +06 714,  | 11,42 %    |
|       | Patrick Melchior | Bloc québécois       | +10 260,  | 17,45 %    |
|       | Denis Paradis    | Libéral              | +25 764,  | 43,81 %    |
|       | Catherine Lusson | NPD                  | +14 494,  | 24,65 %    |
|       | Cindy Moynan     | Vert                 | +01 377,  | 2,34 %     |
|       | Patrick Paine    | Forces et Démocratie | +00195,   | 0,33 %     |
| Total | Total            | Total                | 58 804    | 100 %      |

|       | Candidat              | Parti          | # de voix | % des voix |
|       | Nolan LeBlanc-Bauerle | Conservateur   | +06 256,  | 11,91 %    |
|       | Christelle Bogosta    | Bloc québécois | +11 173,  | 21,26 %    |
|       | Denis Paradis         | Libéral        | +11 589,  | 22,06 %    |
|       | Pierre Jacob          | NPD            | +22 407,  | 42,64 %    |
|       | Benoit Lambert        | Vert           | +01 120,  | 2,13 %     |
| Total | Total                 | Total          | 52 545    | 100 %      |

|       | Candidat                    | Parti          | # de voix | % des voix |
|       | Mark Quinlan                | Conservateur   | +09 309,  | 18,66 %    |
|       | (sortant) Christian Ouellet | Bloc québécois | +17 561,  | 35,21 %    |
|       | Denis Paradis               | Libéral        | +16 357,  | 32,79 %    |
|       | Christelle Bogosta          | NPD            | +04 514,  | 9,05 %     |
|       | Pierre Brassard             | Vert           | +01 784,  | 3,58 %     |
|       | David Marler                | Indépendant    | +00354,   | 0,71 %     |
| Total | Total                       | Total          | 49 879    | 100 %      |